# تاریخچه ختنه مردان
ختنه مردان در دوران باستان میان اقوام سامی مرسوم بود. پس از پیروزی‌های اسکندر، پس‌زدن ختنه توسط یونانیان موجب‌شد بسیاری از این اقوام این عمل را ترک کنند.
ختنه ریشه‌هایی باستانی میان برخی اقوام آفریقایی دارد. امروزه در آفریقا ختنه به صورت مراسمی نمادین برای نشان‌دادن ورود نوجوان به بزرگسالی یا کسب مقام جنگ‌جویی، برگزار می‌شود. در یهودیت، نوزادان به‌طور سنتی در روز هشتم پس از تولد ختنه می‌شوند. ختنه میان بومیان استرالیا و جزیره‌نشینان اقیانوس اطلس نیز مرسوم بود و هنوز نیز انجام می‌شود. در ایالات متحده آمریکا طبق سرشماری‌ای در سال ۲۰۰۸ میلادی ۵۵/۹٪ نوزادان آمریکایی ختنه‌شده بودند.

## ریشه‌ها

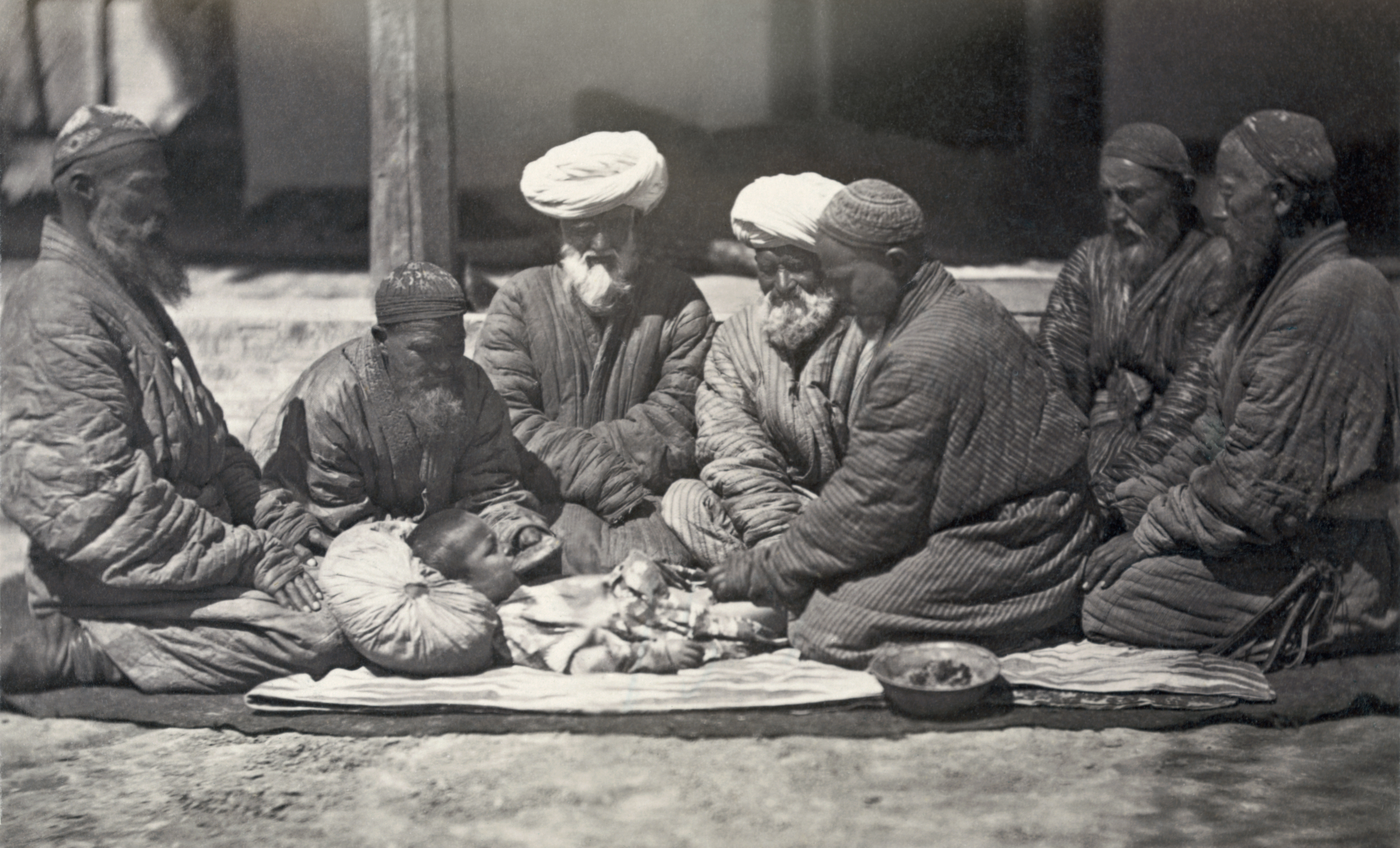
انجام عمل ختنه در آسیای مرکزی (احتمالاً فرارود، حدود ۱۸۶۵–۱۸۷۲. ترمیم چاپ سفیده تخم‌مرغ.)

منشأ اصلی ختنه مردان هنوز به‌طور قطع شناخته‌شده نیست.
نگره‌های زیر برای توضیح چرایی ختنه مردان پیشنهاد شده‌اند:
به عنوان یک مراسم قربانی مذهبی
به عنوان یک مناسک گذار برای نشان‌دادن ورود نوجوانان به بزرگسالی
به عنوان شکلی از سحرپنداری برای تضمین نیرومندی یا باروری فرد
چاره‌ای برای کاهش لذت جنسی
برای رعایت بهداشت در مناطقی که حمام‌کردن منظم ممکن نبود
وسیله‌ای برای نشان‌گذاری افراد از طبقه‌های اجتماعی بالاتر
وسیله‌ای برای تحقیر دشمنان و بردگان و اخته کردن نمادین آن‌ها
وسیله‌ای برای ایجاد نفاق بین یک گروه ختنه‌شده با همسایگان ختنه‌نشده خود
برای دشوار کردن خودارضایی یا کاهش رفتارهای جنسی
برای از بین بردن لذت‌جنسی بیش از حد
برای افزایش جذابیت مردان برای زنان
به عنوان نمادی برای نشان دادن آستانهٔ بالای تحمل درد توسط فرد
راهی برای بازسازی درد قاعدگی یا پاره شدن پرده بکارت در زنان
هنگامی که رهبر گروهی ختنه شده متولد می‌شد دیگر افراد گروه نیز باید ختنه می‌شدند
برای دفع شر موجودات اهریمنی
برای نشان‌دادن انزجار از اسمگمای تولیدشده توسط پیش‌پوست
برداشتن پیش‌پوست می‌تواند مانع بروز فموسیس در مردان شود. همچنین گمان می‌رود ختنه باعث ایجاد مزایایی برای گروهایی که آن را انجام می‌داده‌اند شده‌است؛ این امر موجب گسترش این گروه‌ها و متقابلاً باعث رواج بیشتر ختنه شده‌است.
رابرت داربی این نظریات را متناقض توصیف کرد. رونالد ایمرمن بیان کرد که ختنه باعث کاستن برانگیختگی جنسی در مردان نابالغ می‌شود و برانگاشت که این امر مزیتی رقابتی برای این‌گونه قبایل بوده، و باعث گسترش ختنه مردان شده‌است. کریستوفر ویلسون پیشنهاد کرد ختنه بهره‌وری آبستن‌سازی مردان را کاهش می‌دهد؛ یا دست‌کم ختنه در برخی جوامع نماد کاهش ظرفیت آبستن‌سازی و مردانگی مردان بوده‌است؛ اینگونه مردان، که دارای نماد فرمان‌برداری جنسی بودند، امتیازاتی را در جوامع کسب می‌کردند، زیرا مردان دیگر به آن‌ها اعتماد می‌کرند و آن‌ها را تهدیدی جدی برای آمیزش با همسر خود نمی‌دیدند. فروید باور داشت ختنه به مردان بالغ اجازه می‌دهد تا کشش جنسی فرزندان خود نسبت به محارمشان را محدود کنند. کودکان به صورت نمادین اخته می‌شوند، یا ویژگی‌های زنانه به آنان نسبت‌داده می‌شود، اما در عین حال نشان مردانگی را نیز دریافت می‌کنند. گمان می‌رود ختنه در فرهنگ‌های گوناگون، به دلایل گوناگون و مستقل، به‌وجود آمده‌است.

## ایران
نیا-هندواروپاییان عموماً ختنه نمی‌کردند. همچنین هیچ اشاره‌ای به ختنه در متون باستانی ایرانی یا هندی نشده‌است. نه در اوستا و نه در هیچ‌یک از متون پهلوی هیچ اشاره به ختنه یا هرگونه مراسمی که شامل ناقص‌سازی اندام‌های جنسی باشد، نشده‌است؛ بنابراین می‌توان نتیجه‌گیری کرد که عمل ختنه پیش از ظهور اسلام در ایران انجام نمی‌شده‌است. در اوایل تسخیر ایران توسط مسلمانان، بعضی از ایرانیانی که اسلام آورده بودند، ختنه‌نشده بودند؛ برای نمونه، افشین، سرداری ایرانی در دربار مأمون و المعتصم بالله، ختنه‌نشده بود. أحمد بن أبی دؤاد نقل کرده که افشین به‌خاطر نگرانی از اثرات منفی ختنه بر سلامتی‌اش، خود را ختنه نمی‌کرد. همچنین ابوحیان توحیدی نقل کرده‌است که فرزدق، یکی از شاعران سرشناس عرب‌زبان دورهٔ آغاز اسلام، یکی از رقبای ایرانی خود به نام زیاد عجم را اغلف (به معنی ختنه‌نشده) خطاب کرد.

## آفریقا

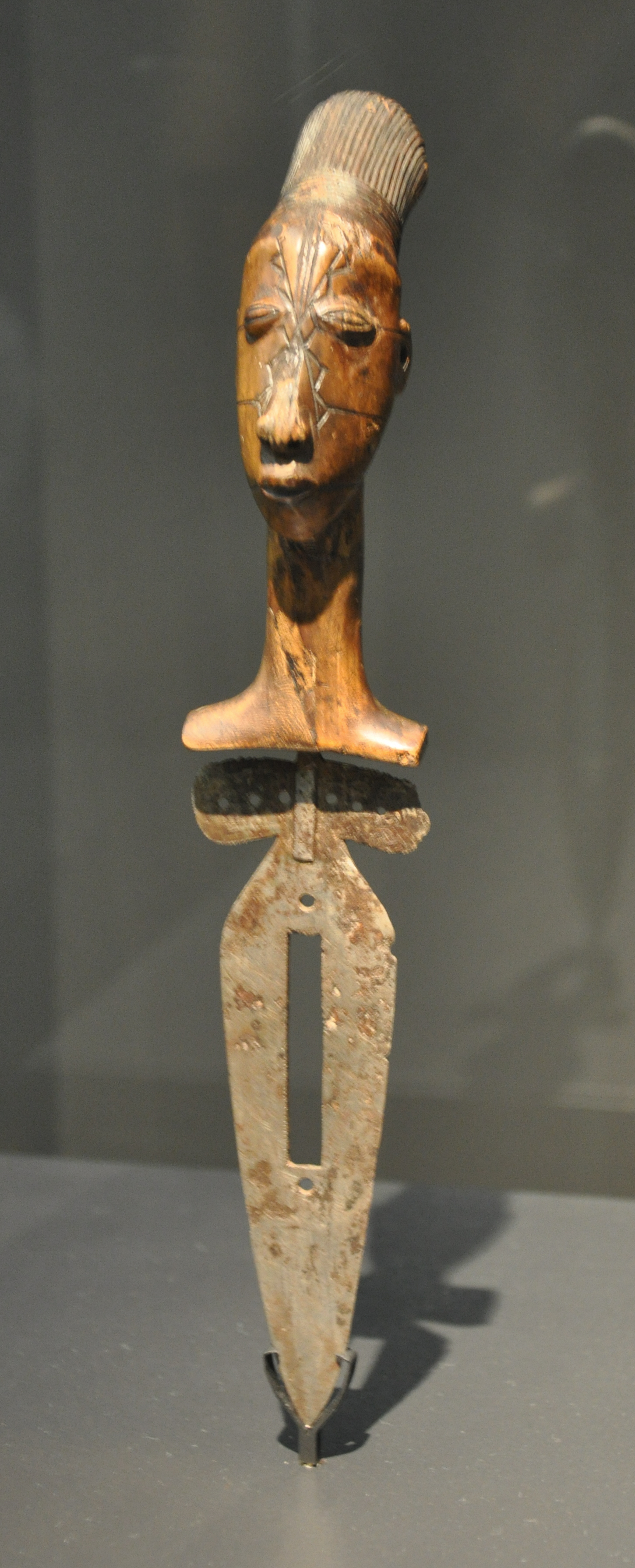
چاقوی مخصوص ختنه در کونگو، مربوط به اواخر سده ۱۹ میلادی.

شباهت‌های متعدد میان جزئیات مراسم‌های ختنه در قبایل آفریقایی گوناگون، که گاه کیلومترها با یکدیگر فاصله دارند، نشان می‌دهد که این مراسم‌ها ریشه در سنتی قدیمی و مشترک دارند.
در آفریقا مردمان نیجر-کونگو زبان عمدتاً از گذشته تا کنون ختنه مردان را در مراسم پاگشایی مخصوصی برای پذیرش فرد در جامعه انجام می‌داده‌اند. مراسم‌های پاگشایی‌ای که در کشورهای سنگال و گامبیا برگزار می‌شوند، تفاوت چندانی با مراسم‌هایی که در کنیا و آفریقای جنوبی برگزار می‌شوند، ندارند. گمان می‌رود که ریشه این مراسم‌ها، به حدود ۵ تا ۷ هزار سال پیش و به قبیله‌ای که در منطقه کراس ریور در کشور نیجریه امروزی ساکن بودند، بازمی‌گردد. گروهی از این قبیله به بخش‌های غربی آفریقا و کنگو باسین مهاجرت کردند.
در شرق آفریقا، ختنه مراسمی برای نشان‌دادن گذشتن نوجوانان از دوران کودکی به بزرگسالی به‌شمار می‌رود. اما تنها در بعضی از قبایل انجام می‌شود (قبیله لو و برخی قبایل غربی ختنه نمی‌کنند).
ختنه در میان کیکویوهای کنیایی و قوم ماسای در کنیا و تانزانیا بخش پایانی برنامه‌ای آموزشی است که رسوم، فرهنگ و مذهب قبیله را به نوجوانان می‌آموزد. مراسم ختنه در این قبایل به صورت عمومی برگزار می‌شود و قربانی باید شجاعت خود را هنگام ختنه‌شدن نشان دهد تا باعث سرافکندگی خانواده‌اش نشود. تنها نوع بی‌حسی‌ای که پیش از این مراسم اعمال می‌شود، حمام کردن در آب سرد رودخانه است. شخص قربانی نباید از درد به خود بپیچد و اینگونه باید سرسختی خود و نیز تحمل بالای درد را نشان دهد.
پس از ختنه‌شدن، افراد رسماً جزئی از طبقه جنگ‌جوی جامعه می‌شوند و آزادند تا ازدواج کنند. همچنین میان کسانی که این مرحله را پشت سر گذاشته‌اند نوعی دوستی و اتحاد شکل می‌گیرد و این افراد مسئول محافظت از یکدیگر خواهند بود.
امروزه ختنه در بسیاری از مناطق آفریقا دیگر به صورت سنتی و همراه با مراسم‌های مخصوص صورت نمی‌گیرد و معمولاً در بیمارستان و توسط پزشک و با اعمال بی‌حسی انجام می‌شود. گرچه قبایلی نیز هستند که شیوه امروزی‌تر ختنه را نمی‌پذیرند. بیشترین مراسم‌های سنتی ختنه در قبایل مرو و کیسی رخ می‌دهند.
اگرچه مراسم‌های سنتی ختنه دیگر مانند سابق اجرا نمی‌شوند اما هنوز ختنه بودن امری مهم در این قبایل تلقی می‌شود و مردان ختنه نشده با خطر طرد شدن از جامعه مواجه‌اند. همچنین مردان ختنه‌نشده در این جوامع مورد سرزنش و تحقیر قرار می‌گیرند و حتی ممکن است که اجباری ختنه شوند.

## دوران باستان

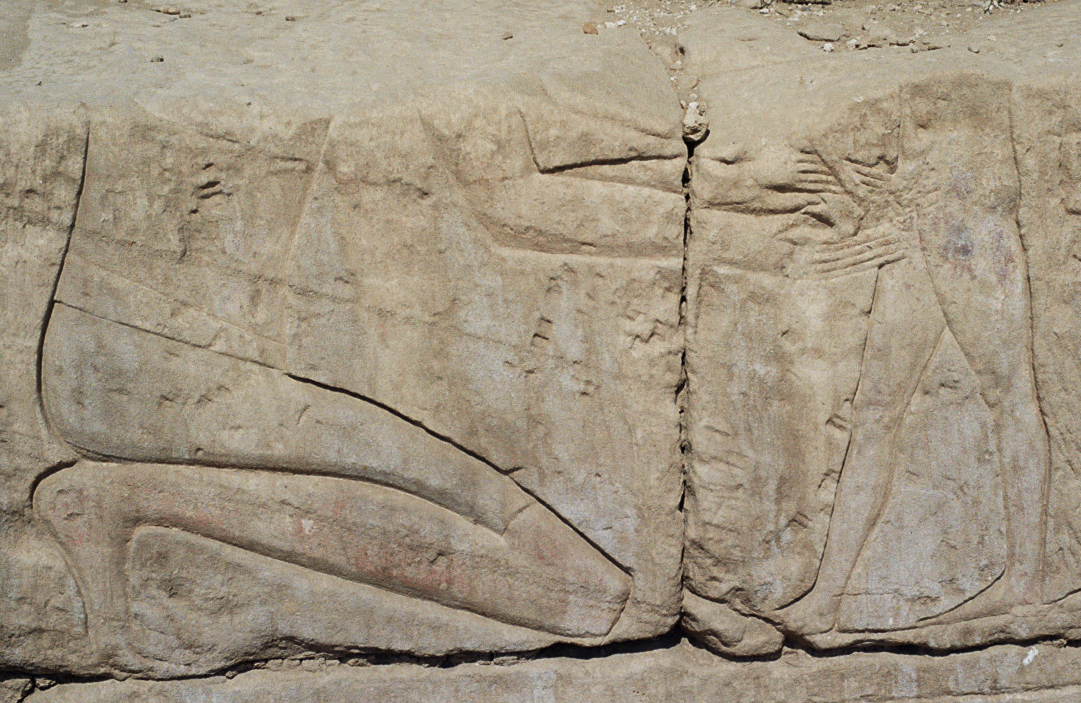
حکاکی عمل ختنه در یکی از معابد باستانی مصر مربوط به دوران آمنهوتپ سوم.

حدس زده‌می‌شود که حکاکی‌ای در یکی از مقبره‌های مصری مربوط به دودمان ششم مصر، کهن‌ترین مدرک مستند پیرامون ختنه است.
هرودوت می‌نویسد که مصریان به دلایل بهداشتی ختنه می‌کرده‌اند زیرا تمییز بودن را به زیبایی ترجیح می‌دادند. دیوید گالاهر باور داشت ختنه در مصر باستان به عنوان نشانی از عبور فرد از کودکی به بزرگسالی بوده‌است. او همچنین گفت که مصریان می‌پنداشتند تغییر بدن به واسطه ختنه و مراسم‌های سنتی ختنه، اجازه دسترسی به رموزی باستانی را به آن‌ها خواهد داد. درون‌مایه این رموز ناشناخته است اما احتمالاً این رموز مربوط به افسانه‌های مصری و مذهب مصریان بوده‌اند. برای مثال در کتابی مصری به نام کتاب مردگان به ایزد خورشید گفته‌شده که خود را ببرد تا از خون وی دو خدای پایین‌رتبه‌تر نگهبان زاده شوند. مصرشناس، امانوئل ویکامت دی روژ، باور داشت این عمل ایزد خورشید همان ختنه بوده‌است. در مصر باستان ختنه توسط یک روحانی در ملاعام و به‌وسیله تیغه‌ای سنگی انجام می‌شده‌است. ختنه در مصر باستان بیشتر مخصوص طبقه‌های بالاتر جامعه بوده و این امر همگانی نبوده‌است. با این حال حدس زده‌می‌شود که طبقات پایین جامعه مصر نیز این عمل را انجام می‌داده‌اند. هیروگلیف مصری، آلت‌تناسلی مرد را یا در حالت نعوظ یا ختنه‌شده نشان می‌دهد.

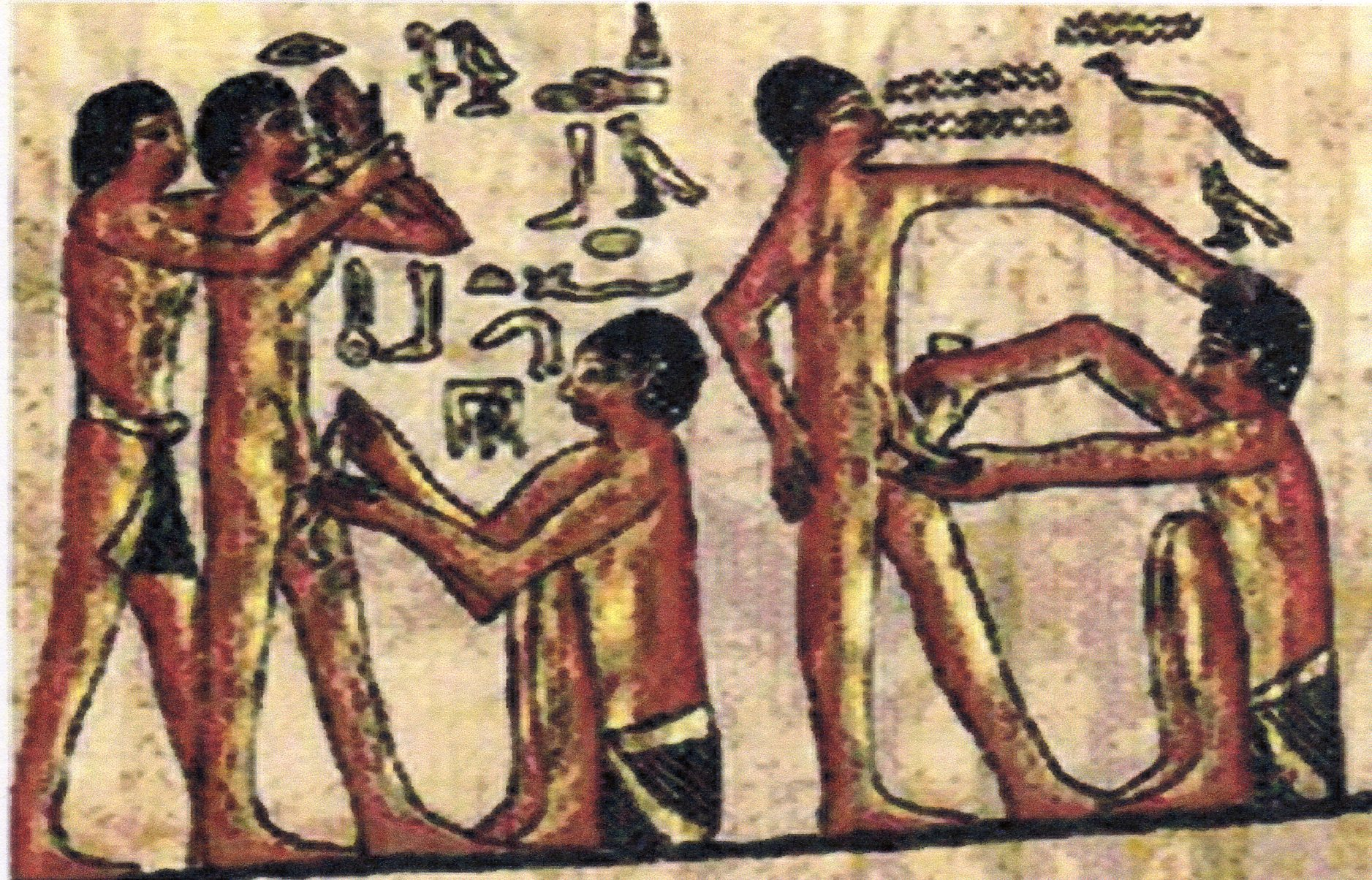
نقاشی ختنه در مصر باستان.

بعضی از اقوام سامی که در مصر یا در نزدیکی مصر زندگی می‌کردند؛ ختنه را از مصریان تقلید کردند. هرودوت گزارش کرد که تنها مصری‌ها، کولخیسها، اتیوپیها، فنیقی‌ها و سوری‌های فلسطین، سوری‌های ساکن در نزدیکی رودهای ترمودون (ترمه) و پارتنیوس (بارتین) و نیز همسایگان آن‌ها در ماکرونس ختنه می‌کردند. او همچنین گزارش کرد که فنیقی‌ها و مصری‌هایی که با یونانیان تجارت می‌کردند فرزندان خود را ختنه نمی‌کردند.
در سفر پیدایش خدا به ابراهیم می‌گوید که خود، خانواده و بردگانش را ختنه کند، به عنوان پیمانی ابدی در جسمشان. همچنین فرمان داده‌شده که مردم از آن‌هایی که ختنه نشده‌اند دوری کنند. [Genesis 17:10–14] پیمان‌های مقدس در دوران‌های مذکور در انجیل معمولاً با بریدن (یا قربانی) یک حیوان، منعقد می‌شدند و مفهوم آن این بود که گروهی که این پیمان را بشکند به چنین سرنوشتی دچار خواهدشد. در زبان عبری فعلی که به معنی بستن پیمان بوده، به بریدن ترجمه شده‌است. ادیبان یهودی باور دارند که برداشتن پیش‌پوست به صورت نمادین، نشانه انعقاد پیمان با خدا است.. احتمال اینکه موسی ختنه‌نشده بود وجود دارد؛ همچنین یکی از پسران او و بعضی از پیروانش ختنه‌نشده بودند.[Joshua 5:4–7]. همسر موسی، صفورا، پس از اینکه خدا تهدید به کشتن موسی کرد برای فرونشاندن خشم خدا پسرش را ختنه کرد .[Exodus 4:24–26]

### مسیحیت و فرهنگ یهودی

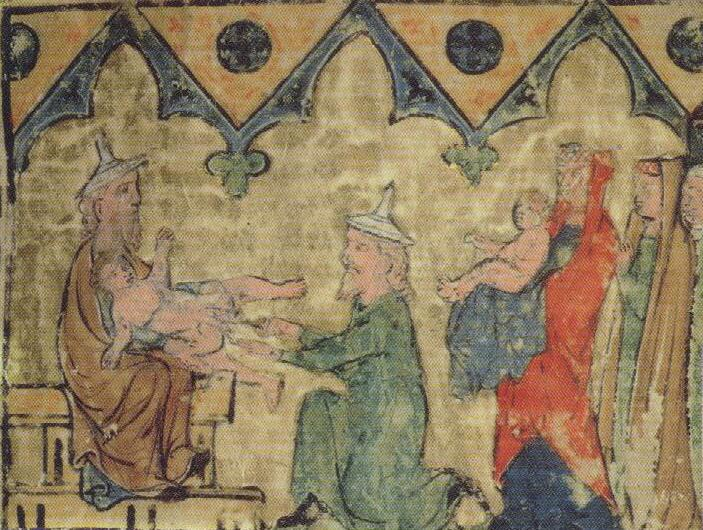
ختنه پسر ابراهیم، اسحاق. موزه اسرائیل، اورشلیم (حدود ۱۳۰۰ میلادی).

یونانیان باستان ختنه را ناقص سازی می‌دانستند. در آثار هنری برجای ماننده از این دوران همواره مردان با پیش‌پوست به تصویر کشیده می‌شدند به غیر از بربرها، ساتیرها و مردان شهوت‌پرست. این تنفر از ظاهر آلت تناسلی ختنه‌شده منجر به کاهش آمار ختنه در میان بسیاری از مردمی که قبلاً (در عصر هلنیستی) ختنه می‌کردند شد.
در مصر تنها طبقه روحانیون مذهبی سنت ختنه را حفظ کرده‌بودند و تا پایان سده دوم میلادی یهودیان، یهودیان مسیحی، روحانیون مصری و اعراب نبطی تنها گروه‌هایی بودند که در امپراتوری روم ختنه می‌کردند. ختنه آن‌چنان میان مردمان غیریهودی نادر بود که ختنه بودن نشانی قطعی از یهودی بودن فرد (یا مسیحیت اولیه) به‌شمار می‌آمد. سوئتونیوس یکی از دادگاه‌های یونانی را توصیف می‌کند که در آن یک جوان ۱۹ ساله را قبل از برگزاری دادگاه برای بررسی اینکه او یهودی است یا نه لخت‌می‌کنند تا او را برای نپرداختن مالیاتی که برای یهودیان تعیین شده‌است محاکمه کنند.
اجبار به ختنه کردن در عصر هلنیستی پس ار تسخیر پادشاهی ادوم توسط پادشاهی یهودی به نام هورکانوس، او مردم این منطقه را مجبور کرد ختنه کنند و به یهودیت تغییر دین دهند. اما اجداد این مردم در پیش از عصر هلنیستی، ختنه می‌کردند.
در کتاب مکابیان یک آمده که بعضی از یهودیان ختنه بودن خود را پنهان می‌کردند تا از امتیازات اجتماعی‌ای مانند شرکت در مسابقات ورزشی بهره‌مند شوند. افراد ختنه‌شده در سده دوم پیش از میلاد روش‌هایی را برای بازسازی پیش‌پوست خود به‌کار می‌بردند. در یکی از این روش‌ها وزنه‌ای مسی به باقی‌مانده پیش‌پوست متصل می‌شد و سبب تحریک یاخته‌ای پوست و سرانجام بازسازی ظاهری پیش‌پوست می‌شد. آلوس کورنلیوس سلسوس در سده اول میلادی دو عمل جراحی بازسازی پیش‌پوست را در دانش‌نویسه پزشکی خود توضیح داد. در یکی از این جراحی‌ها پوست تنهٔ آلت‌تناسلی با برش‌هایی آزاد می‌شود و سپس پوست روی سر آلت کشیده می‌شود و اجازه داده می‌شود تا این زخم بهبود پیدا کند و اینگونه آلت‌تناسلی ظاهر آلت تناسلی ختنه‌نشده پیدا می‌کرد. این نوع عمل به دلیل تعریف کتاب مقدس از پیمان ابراهیمی ختنه بود؛ این نوع ختنه که میلا نام دارد تنها شامل برداشتن بخش کوچکی از پیش‌پوست است که فراتر از سر آلت را می‌پوشاند. نویسندگان مذهبی یهودی با اشاره به مکابیان اول و تلمود این نوع ختنه را رد کرده‌اند و آن را شکستن پیمان ابراهیم قلمداد می‌کنند.

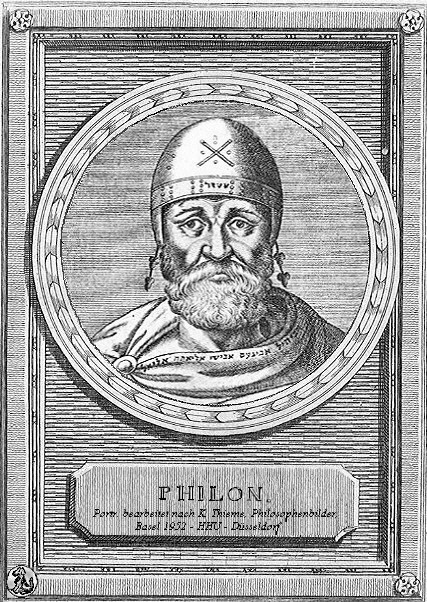
فیلون اسکندرانی یکی از نویسندگان یهودی اروپای دوران قدیم بود. او باور داشت ختنه عملی کارآمد به منظور کاهش لذت جنسی بیش از اندازه است.

به خاطر بازسازی پیش‌پوست، یهودیان در حدود سال ۱۴۰ میلادی تصمیم گرفتند که عمل ختنه را سختگیرانه‌تر اجرا کنند و نام آن را پِریا گذاشتند. در این نوع ختنه کل پیش‌پوست تا پشت سرنره برداشته می‌شود. لایه مخاطی درونی پیش‌پوست و نیز لگام نیز برداشته می‌شوند. در دوران‌های مذکور در تلمود (حدود سال‌های ۵۰۰–۶۲۵ میلادی) بخش دیگری به مراسم یهودی ختنه به نام متزیزا افزوده شد که در آن یک موهل باید زخم ختنه را بمکد تا خونی را باور دارند خون اضافی مضر است را خارج کند. این عمل در واقع احتمال بروز عفونت‌هایی مانند سل و بیماری‌های آمیزشی را افزایش می‌دهد. موهل‌ها امروزه از یک لوله شیشه‌ای برای مکیدن خون استفاده می‌کنند. بسیاری از یهودیان دیگر متزیزا را انجام نمی‌دهند.
سلوکیان ختنه میلا (و هرگونه بریدن آلت‌تناسلی) را ممنوع کرده بودند و مجازات انجام این عمل مرگ برای انجام دهنده آن و هم کودک ختنه‌شده بود.
نویسنده یهودی، فیلون اسکندرانی، در سده یکم میلادی از رسم یهودی ختنه در چندین زمینه مختلف دفاع کرد از جمله بهداشت بهتر و ادعای باروری بیش‌تر مردان ختنه‌شده. او باور داشت ختنه باید در اسرع وقت در نوزادی انجام شود زیرا افراد در بزرگسالی به میل خود تن به ختنه‌شدن نخواهند داد. او نیز ادعا کرد که پیش‌پوست مانع از رسیدن منی به مهبل می‌شود. و نتیجه‌گیری کرد که ختنه جمعیت را افزایش خواهد داد. او همچنین بیان کرد که ختنه عملی کارآمد به منظور کاهش لذت جنسی است.
فیلسوف یهودی، موسی بن میمون، باور داشت که تن به ختنه دادن خود بسیار کار دشواری است اما دلیل این عمل آرام کردن مردان و نیز کامل کردن چیزی است که از لحاظ اخلاقی ناقص است. او باور داشت پیش‌پوست لذت جنسی را بالا می‌برد. استدلال کرد که خونریزی آلت‌تناسلی و نیز از بین رفتن پوشش محافظتی آن سبب تضعیف آلت‌تناسلی، کاهش هیجانات جنسی و کم‌تر لذت‌بخش بودن آمیزش‌جنسی خواهد شد. او در کتاب دلالة الحائرین چنین نوشت:
در مورد ختنه فکر می‌کنم که یکی از اهداف، محدود کردن آمیزش جنسی، تضعیف آلت تولید مثلی در حد ممکن و آرام‌تر کردن مرد است. بعضی باور دارند که ختنه زدودن یک کاستی از ساختار بدن است؛ اما هرکسی به راحتی می‌تواند جواب دهد: چگونه ممکن است آفرینش طبیعت دارای کاستی باشد و نیاز به کامل شدن از بیرون داشته باشد، به خصوص که کاربرد پیش‌پوست برای آلت بدیهی است. این فرمان امر به کامل کردن نقص فیزیکی خلقت نکرده، بلکه چاره‌ای برای کامل کردن کاستی‌های اخلاقی انسان است. خواسته اصلی آسیب بدنی‌ای است که به آلت وارد می‌شود؛ این آسیب هیچ‌یک از کارکردهای اصلی یا قدرت تولیدمثل را از بین نمی‌برد. در حقیقت ختنه، شهوت بیش از اندازه را خنثی می‌کند، از آنجایی که هیچ شکی در اینکه ختنه قدرت هیجانات جنسی را تضعیف می‌کند و گاهی لذات جنسی را نیز کاهش می‌دهد نیست. آلت لزوماً به خاطر از دست دادن پوشش خود در همان ابتدا و نیز خونریزی تضعیف می‌شود.
یکی از شاگردان موسی بن میمون به نام اسحاق بن یدهه، در سده ۱۳ میلادی ادعا کرد که ختنه مردان راهی مؤثر برای کاهش میل جنسی زنان است زیرا زنان هنگام آمیزش‌جنسی با مرد ختنه‌نشده همواره سریع‌تر به اوج لذت جنسی می‌رسند، بنابراین هرگز اشتیاق جنسی آنان سیر نخواهد شد؛ اما زنان هنگام آمیزش با مرد ختنه‌شده لذت کم‌تری را تجربه می‌کنند و تنها با آمیزش جنسی از راه واژن به اوج لذت جنسی نخواهند رسید. او یکی دیگر از عوامل لذت کم‌تر آمیزش جنسی با آلت ختنه‌نشده را «به‌خاطر اصطکاک و گرمای بیشتر داخل واژن» تصور کرد.
یوسف فلاوی، تاریخ‌نگار یهودی اهل روم، در کتاب عهدعتیق یهودی داستان متقاعد شدن شاه ایزاتس توسط بازرگانی یهودی به نام آنانیاس برای گسترش دین یهود را گزارش می‌کند. ایزاتس تصمیم گرفت که برای پیروی از دین یهود ختنه شود. او توسط یهودی‌ای اهل جلیل به نام الیزار ختنه شد.

### نپذیرفته‌شدن در آیین مسیحیت

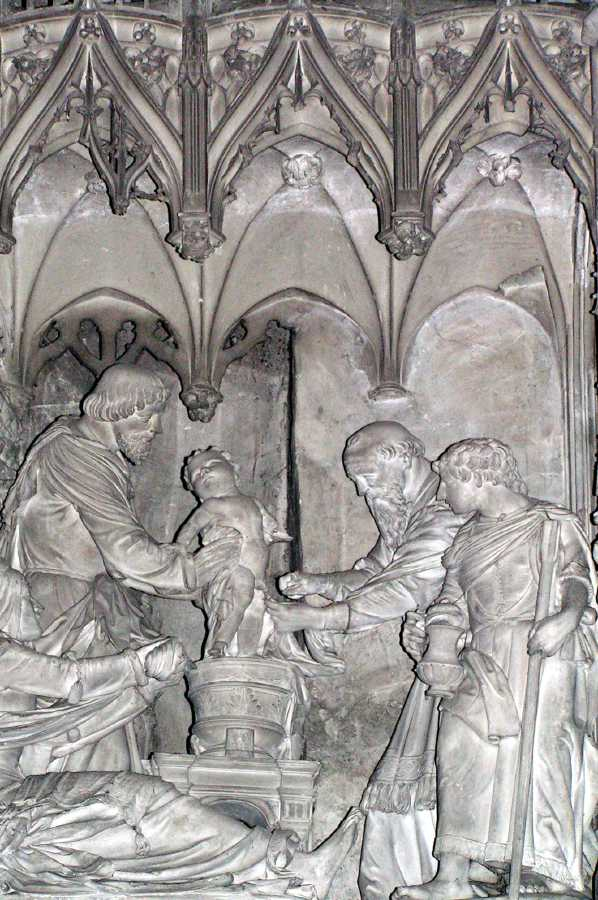
با اینکه عیسی ختنه‌شده بود (طبق انجیل لوقا، و مجسمه‌های واقع در کلیسای جامع شارتر) اما مسیحیان این سنت را نپذیرفتند.

شورای اورشلیم در اعمال رسولان به مسئله لزوم ختنه برای پیوستن به مسیحیت پرداختند. پطرس و یعقوب البار هردو مخالف لزوم ختنه بودند؛ سرانجام این شورا لزوم ختنه برای مسیحیان را رد کرد. اگرچه عمل ختنه به سرعت از مسیحیت حذف نشد. پولس که خود مستقیماً مسئول ختنه یک مرد بود و طرفدار سنت ختنه یهودیان بود (نامه به رومیان ۳:۲) درنهایت لزوم ختنه را رد کرد (نامه اول به قرنتیان ۷:۱۹) و سپس به یکی از مخالفان سرسخت ختنه تبدیل شد و طرفداران ختنه را به دست‌کاری در خلقت خدا محکوم می‌کرد (نامه به غلاطیان ۱۳–۶:۱۱). او در نامه‌ای (نامه به فیلیپیان ۳:۲) به مسیحیان در مورد ختنه هشدار داد و ختنه را ناقص‌سازی نامید. مسیحیان ختنه شده با عنوان یهودیان مسیحی خطاب می‌شدند (نامه به کولسیان ۳:۲۰). اصطلاحات اغلف و مختون عموماً برای اشاره به یونانی‌ها و یهودیها به کار می‌رفتند؛ اگرچه این نوع تفکیک بسیار ساده انگارانه است زیرا در سده اول میلادی یهودیانی وجود داشتند که دیگر ختنه نمی‌کردند و از طرف دیگر بعضی از یونانی‌ها (که به آن‌ها جدیدالایمان یا مسیحیان یهودی نیز می‌گفتند)، مصری‌ها، اتیوپیایی‌ها و اعراب ختنه می‌کردند. طبق انجیل توماس، عیسی می‌گوید:
شاگردانش به او گفتند «آیا ختنه مفید است یا خیر؟» او به آن‌ها گفت «اگر مفید بود، پدر آنان کودکان را ختنه‌شده در مادرشان ایجاد می‌کرد. اما ختنه واقعی در روح از هر لحاظی سودآور است.»
در انجیل یوحنا ۷:۲۳ عیسی به آنان که او را به دلیل شفا دادن در روز شبات نکوهش کردند، اینگونه پاسخ می‌دهد:
اگر مردی می‌تواند در روز شبات ختنه شود و قانون موسی نیز زیر پاگذاشته نمی‌شود، چرا شما از من به‌خاطر سالم و کامل کردن یک مرد در روز شبات خشمگین هستید؟ (انجیل اورشلیم)
این سخن عیسی هم به عنوان نقدی به ختنه و هم به عنوان اینکه ختنه درمانی برای آلت‌تناسلی است تفسیر شده‌است.
اروپایی‌ها، به استثنای یهودیان، عمل ختنهٔ مردان را انجام نمی‌دادند. اما رویدادی نادر در پادشاهی ویزیگوت روی داد، شاه وامبا دستور داد هرکسی را که نسبت به غیرنظامیان شهر جنایتی کرده‌است را با عمل ختنه مجازات کنند.
کلیسای کاتولیک در سال ۱۴۴۲ختنه را به عنوان گناهی اخلاقی محکوم کرد و در شورای بازل-فلورانس به مخالفت با این عمل دستور داد.
در قرن ۱۸ میلادی ادوارد گیبون ختنه را نوعی معیوب‌سازی و مراسمی دردناک و خطرناک توصیف کرد که توسط ترک‌ها و یهودی‌ها انجام می‌شود.
در سال ۱۷۵۳ میلادی در لندن طرحی برای آزادی بیشتر یهودیان به نام قانون قبول‌تابعیت یهودی ۱۷۵۳ پیشنهاد شد که به شدت مورد مخالفت رساله‌نویسان بریتانیایی آن دوره قرار گرفت. مخالفان این قانون از این نگران بودند که آزادی بیشتر یهودیان به معنی ختنه عمومی مردان است.
ریچارد فرانسیس برتون بیان کرد که مسیحیان همواره به ختنه به عنوان امری وحشتناک می‌نگرند.

## کشورهای انگلیسی‌زبان
نگرش منفی راجع به ختنه در کشورهای انگلیسی زبان در اواسط سده ۱۹ میلادی شروع به تغییر کرد. این تغییر موضع به خوبی در دانشنامه بریتانیکا در مبحث ختنه دیده‌می‌شود. نهم که در سال ۱۸۷۶ میلادی منتشر شد ختنه را مراسمی مذهبی که درمیان یهودیان، مسلمانان، مصریان باستان و بعضی قبایل در نقاط مختلف دنیا برگزار می‌شود، توصیف کرد. نویسنده این نوشته همچنین این عمل را ناقص‌سازی بدن توصیف کرد و آن را نماد قربانی دانست.
اگرچه این نگرش در سال ۱۹۱۰ میلادی در دانشنامه بریتانیکا کاملاً تغییر کرد:
«این عمل جراحی، که معمولاً بنا به دلایل پزشکی انجام می‌شود، همچنین نوعی مراسم پاگشایی یا مذهبی میان یهودیان و مسلمانان است.»
دو دلیل عمده سبب گسترش عمل ختنه در کشورهای انگلیسی‌زبان شد. دلیل اول باور پزشکان آن زمان مبنی‌بر کاهش ریسک بیماری‌های آمیزشی مانند سفلیس توسط عمل ختنه بود. دلیل دوم این بود که این پزشکان باور داشتند ختنه سبب کاهش میل افراد به خودارضایی می‌شود؛ زیرا در آن دوران این افراد به دلایل مذهبی خودارضایی را گناه به‌شمار می‌آوردند و حتی اصطلاح خودآزاری را برای اشاره به آن به کار می‌بردند.
گفته می‌شود که ختنه در میان خانواده سلطنتی بریتانیا انجام می‌شده‌است. داستان‌های گوناگونی مبنی بر آغاز این رسم توسط خود پادشاهان بریتانیایی وجود دارد: مثلاً برخی باور دارند ملکه ویکتوریا چون طرفدار اسرائیلیسم بریتانیایی بود، دستور به آغاز رسم ختنه داد یا شایعه مینی بر اینکه او از نسل داوود بوده‌است. شایعاتی مبنی بر ختنه‌بودن امرای انتخابگر نیز وجود دارد. درستی این ادعاها بسیار مورد تردید قرار دارد زیرا هیچ مدرکی مبنی بر هواداری ویکتوریا از اسرائیلیسم بریتانیایی وجود ندارد و شواهد کافی برای اثابت ختنه‌بودن پسر ملکه ویکتوریا، آلبرت ادوارد یا ختنه بودن امرای انتخابگر نیز در دست نیست. در اواخر سده ۱۹ و سده ۲۰ میلادی ختنه در بریتانیا در میان طبقات بالاتر اجتماعی مرسوم بود و اگر مردان خانواده سلطنتی بریتانیا نیز ختنه‌شده بودند باید به همین دلیل بوده باشد. پرنس چارلز و برادران وی به احتمال زیاد ختنه‌شده‌اند (توسط یک ربی مشهور یهودی)، اما این رسم پیش از تولد شاهزاده ویلیام و برادرش هری به‌خاطر از اعتراض مادر این دو، پرنسس دایانا، متوقف شد. شایعاتی نیز مبنی بر ختنه‌شدن شاهزاده جرج در سال ۲۰۱۳ وجود دارد اما بسیار نامحتمل است.

### کنترل خودارضایی

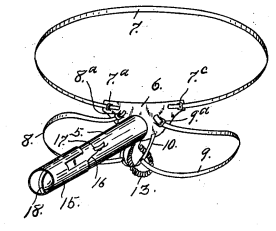
در این نگاره یک ابزار اختراع شده در این دوره برای جلوگیری از خودارضایی نشان‌داده شده‌است. آلت‌تناسلی قربانی به درون لوله این ابزار وارد می‌شود و با وارد کردن شوک‌های الکتریکی از طریق میخ‌هایی که درون لوله این ابزار قرار دارند از خودارضایی فرد جلوگیری می‌شود. ختنه نیز یکی از راه‌های دشوار کردن خودارضایی در این دوره بود.

ختنه در کشورهای انگلیسی‌زبان در دوره‌ای آغاز شد که نگرشی منفی نسبت به فعالیت‌های جنسی و مخصوصاً خودارضایی در ذهن مردم وجود داشت. کارِن اِریکسون پَگی در مقاله‌ای در سال ۱۹۷۸ میلادی به نام سنت ختنه نوشت: «هدف اصلی برداشتن پیش‌پوست جلوگیری و کنترل جنون خودارضایی بود - دامنه‌ای از بیماری‌های روانی‌ای که در آن زمان باور داشتند عمل کثیف خودآزاری مسبب این بیماری‌ها است.»
خودآزاری (به انگلیسی: Self-abuse) اصطلاحی متداول بود که در سده ۱۹ میلادی برای توصیف خودارضایی استفاده می‌شد. طبق گفته‌های پگی، «درمان خودارضایی می‌توانست شامل تغییر تغذیه، پند اخلاقی‌دادن به فرد، آب‌درمانی، ازدواج یا حتی برخوردهایی خشن‌تر مانند جراحی، ایجاد محدودیت‌های فیزیکی، ترساندن و تنبیه بدنی بشود. بعضی از پزشک‌ها پوشاندن آلت‌تناسلی با موادی مانند گچ، چرم و لاستیک طبیعی، سوزاندن آلت‌تناسلی، وادار کردن پسران به پوشیدن کمربند پاکدامنی و حلقه‌های میخ‌دار و حتی اخته‌کردن را پیشنهاد می‌دادند.» پگی در ادامه توضیح می‌دهد چگونه ختنه به عنوان روشی برای کاهش خودارضایی محبوب شد:
 
ختنه در دهه ۱۸۹۰ میلادی به عنوان روشی برای جلوگیری از خودارضایی، یا درمان جنون خودارضایی پرطرفدار شد. در سال ۱۸۹۱ میلادی مدیر دانشگاه سلطنتی انگلستان مقاله‌ای به نام ختنه به‌عنوان عاملی پیشگیرانه از خودارضایی منتشر کرد، دو سال بعد یک پزشک بریتانیایی دیگر مقاله‌ای به نام ختنه: مزایا و چگونگی انجام دادن آن را منتشر کرد و در آن توضیح داد چرا باید بافت تحریک‌کننده پیش‌پوست برداشته‌شود. از قرار معلوم پیش‌پوست باعث شب‌ادرای، صرع و تحریک‌جنسی می‌شود که می‌تواند منجر به شهوت‌رانی و درنتیجه خودارضایی شود. پزشکی دیگر به نام رموندینو اضافه کرد که ختنه مانند یک بیمه مستمری عمر پایدار و ایمن است … ختنه بیمه‌ای برای سلامت، کار بیشتر، عمر طولانی‌تر، عصبانیت و بیماری کم‌تر و اتلاف کم‌تر زمان است. تعجب نمی‌کنم که چرا ختنه بسیا پرطرفدار است.
ختنه زنان (برداشتن کلیتوریس) نیز هم‌زمان با ختنه مردان تبلیغ می‌شد. اهداف ختنه زنان همان اهداف ختنه مردان بودند (برای درمان خودارضایی زنان). انجمن جراحی اورفیشال آمریکا تا سال ۱۹۲۵ میلادی ختنه زنان را انجام می‌داد. ختنه زنان و آلت‌دوزی تا سال در دهه ۱۹۳۰ تبلیغ می‌شد. در سال ۱۹۳۶ هولت، نویسنده کتاب‌های پزشکی مربوط به بیماری‌های کودکان، ختنه دختران و پسران را به عنوان راهی برای جلوگیری از خودارضایی کودکان پیشنهاد کرد.
یکی از رهبران اصلی تبلیغ ختنه جان هاروی کلاگ بود. او مصرف برگه ذرت را برای جلوگیری از خودارضایی پیشنهاد می‌داد؛ و نیز باور داشت ختنه راهی مؤثر برای جلوگیری از خودارضایی در پسران است. او در کتاب حقایق رک و ساده برای پیر و جوان اینگونه نوشت:
درمانی که تقریباً همیشه برای پسربچه‌ها جواب می‌دهد، ختنه است. مخصوصاً اگر هر درجه‌ای از فموسیس وجود داشته باشد. عمل باید بدون بی‌حسی انجام شود تا درد اثری دائمی بر مغز بگذارد. مخصوصاً در مواردی که هدف از این کار تنبیه [کودکانی باشد که خودارضایی می‌کنند] باشد، بنابر این درد تا چندهفته ادامه می‌یابد و این انجام این عمل را قطع خواهد کرد. همچنین باید همواره کودک را زیر نظر داشت تا دست به فساد نزند.
رابرت داربی (۲۰۰۳) در نوشتاری در مجله پزشکی استرالیا ذکر کرد که بعضی مبلغین ختنه - و مخالفان آنان - باور داشتند که پیش‌پوست از لحاظ جنسی دارای حساسیت است:
در سده نوزدهم میلادی نقش پیش‌پوست در تجربه احساسات شهوانی به خوبی توسط مبلغین ختنه شناخته شده‌بود. پزشک و روانشناس دوره ویکتوریایی، ویلیام اکتن (۱۸۷۵–۱۸۱۴)، ختنه را نکوهش کرد و از آن به عنوان «منشأ بدبختی‌های جدی» یاد کرد. هم مخالفان و هم موافقان ختنه سر موضوع نقش پیش‌پوست در فعالیت‌های جنسی اتفاق نظر داشتند. ویلیام هموند، عصب‌شناس و پزشک آمریکایی در سده ۱۹ میلادی، نیز ذکر کرد که ختنه احساسات شهوت‌انگیز آمیزش‌جنسی را از بین می‌برد. هموند و اکتن هردو پیش‌پوست را برای کارکرد بهینه جنسی مخصوصاً در پیری، ضروری می‌دانستند. جاناتان هاتچینسون، جراح و آسیب‌شناس انگلیسی (۱۹۱۳–۱۸۲۸) و بسیاری دیگر نیز باور داشتند که این دلیل اصلی‌ای است که باید پیش‌پوست دست نخورده باقی بماند.
جان مینارد کینز و برادرش هردو در کودکی به خاطر نگرانی والدینشان از عادت خودارضایی آن‌ها، ختنه شدند. کتاب‌های پزشکی راهنمای بیماری‌های اطفال نیز تا دهه ۱۹۵۰ میلادی به تبلیغ ختنه به عنوان راهی مؤثر برای جلوگیری از خودارضایی ادامه می‌دادند.

### نگرانی‌های پزشکی

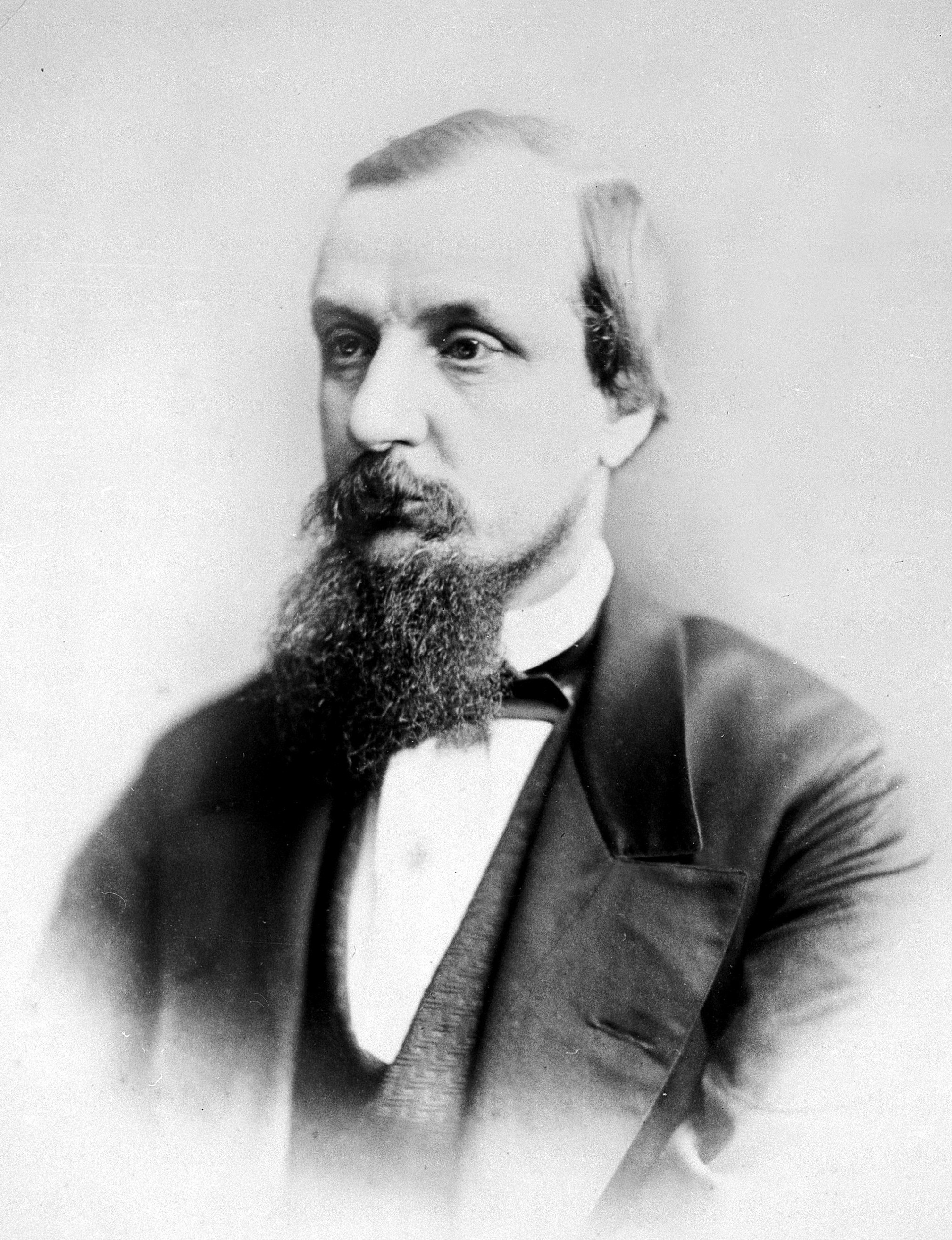
جاناتان هاچینسون نخستین شخصی بود که ختنه را بنا به دلایل پزشکی تبلیغ می‌کرد.

جاناتان هاچینسون نخستین پزشکی بود که ختنه را بنا به دلایل پزشکی تبلیغ می‌کرد. او در سال ۱۸۵۵ میلادی، مطالعه‌ای را منتشر کرد که در آن آمار بیماری‌های مقاربتی در یهودیان لندن با غیر یهودیان مقایسه شده‌بود. البته این مطالعه ناقص و غیرقابل اتکا است (پایین‌تر بودن این آمار در یهودیان به احتمال زیاد مربوط به فرهنگ آنان است) در مطالعات او ادعا شده‌بود که مردان ختنه‌شده دربرابر بیماری‌های آمیزشی ایمن‌تر هستند. مطالعه‌ای در سال ۲۰۰۶ میلادی نشان داد ریسک بیماری‌های زخم آتشک و سفلیس در میان مردان ختنه‌شده کم‌تر است.
هاچینسون یکی از سرشناس‌ترین رهبران کمپین ختنه برای دلایل پزشکی بود. او در نوشتاری در مجله پزشکی بریتانیا در سال ۱۸۹۰ میلادی نوشت: «پیش‌پوست جایگاهی برای تجمع آلودگی است و منبعی برای ایجاد حس تحریک است که به خودارضایی منجر می‌شود و به دشواری‌های حفظ پاکدامنی می‌افزاید. نیز ریسک سفلیس در دوران جوانی و ریسک سرطان در دوران پیری را افزایش می‌دهد.» همان‌طور که از این نقل‌قول او پیدا است، او نیز باور داشت ختنه حساسیت آلت‌تناسلی را کاهش می‌دهد. او در مقاله‌ای به نام ختنه به عنوان عاملی پیشگیرانه از خودارضایی در سال ۱۸۹۳ میلادی نوشت: «مایلم باور کنم که ختنه اغلب عادت خودارضایی را درهم می‌شکند و متعاقباً از وسوسه انجام این کار نیز می‌کاهد.»
ناتانیل هکفورد، متخصص اطفال در بیمارستان کودکان شرق لندن، در نوشتاری به نام ختنه به عنوان ابزاری برای درمان مواردی خاص از صرع و رقاصک (۱۸۶۵) نوشت که ختنه در مواردی از بیماری‌های صرع و رقاصک در کودکان جلوگیری می‌کند.
بنابر این ادعاها حتی ختنه کودکان دختر نیز انجام می‌شد. پزشک زایمان، اسحاق بیکر بروون، خانه جراحی زنان لندن را در سال ۱۸۵۸ میلادی تأسیس کرد. بروون در سال ۱۸۶۶ توضیح داد که برداشتن کلیتوریس زنان از چندین بیماری که حاصل خودارضایی هستند، جلوگیری می‌کند ازجمله صرع، خشکی ماهیچه‌ای و شیدایی؛ او مسبب این بیماری‌ها را خودارضایی می‌دانست.
بروون در سال ۱۸۶۶ توسط پزشکانی که ضد ختنه زنان بود مورد انتقاد قرار گرفت. در نوشتاری که در دسامبر همان سال در روزنامه تایمز منتشر شد، از بروون حمایت شد و کار او مورد تجلیل قرار گرفت و ذکر شد که او زنانی که دارای ناکارآمدی‌های ذهنی بوده‌اند را درمان کرده‌است. او همچنین متهم به برداشتن کلیتوریس بدون اطلاع خود بیماران یا خانواده آن‌ها شده‌بود. او در سال ۱۸۶۷ میلادی از انجمن مامایی لندن به دلیل انجم عمل‌های جراحی بدون اجازه بیمار، اخراج شد. ایده‌های بروون بیشتر در آمریکا مورد پذیرش بودند زیرا در آمریکا از ختنه زنان برای درمان بیماری‌های هیستری و پیش‌فعالی جنسی استفاده می‌شد.
لوییس سایا، جراح ارتوپدی در آمریکا، مبلغی سرشناس برای ختنه در آمریکا بود. او در سال ۱۸۷۰ میلادی پسربچه‌ای ۵ ساله را که قادر به صاف کردن پاهایش نبود، مورد بررسی قرار داد. درمان‌های معمول برای کودک جواب نداده بودند، او مشاهده کرد که آلت‌تناسلی این کودک ملتهب است و نتیجه‌گیری کرد که حساسیت پیش‌پوست مانع از این شده که او بتواند پاهایش را صاف کند (واکنش غیرارادی روانی)؛ سایا این کودک را ختنه کرد و او پس از چند هفته بهبود یافت. او پس از این عمل و چندین عمل دیگر به یکی از مبلغین سرسخت ختنه تبدیل شد.
در این دوران پزشکان بیماری‌های مختلفی را به پیش‌پوست نسبت می‌دادند ازجمله: فتق، عفونت‌های مثانه، سنگ کلیه، بی‌خوابی، سوء هاضمه، روماتیسم، صرع، آسم، شب‌ادراری، التهاب کلیه، اختلال نعوظ، سفلیس، دیوانگی و سرطان پوست. بسیاری از این پزشکان خواهان ختنه تمامی مردان جهان به عنوان ابزاری پیشگیری‌کننده، بودند.
پس از مطرح شدن نظریه میکروبی بیماری‌ها اسمگمایی که زیر پیش‌پوست جمع می‌شود غیر بهداشتی تلقی شد و ختنه مردان به راحتی به عنوان راهی برای رعایت بهداشت پذیرفته‌شد. همچنین جامعه آن زمان این کشورها خودارضایی را کاری ناشایست و گناه می‌دانست که زیان‌های روانی و جسمانی به دنبال دارد. یک کتاب پرطرفدار راهنمای والدین رد دهه ۱۸۹۰ میلادی به نام همه‌چیز درمورد کودک، ختنه را به منظور جلوگیری از خودارضایی کودکان پیشنهاد داد. (اگرچه یک نظرسنجی در سال ۱۹۹۲ میلادی توسط لامان نشان داد که مردان بالغ ختنه‌شده بیشتر ممکن است خودارضایی کنند)
در سال ۱۸۵۵ میلادی پس از کشف کوکایین زیرپوستی به عنوان بی‌حس کننده‌ای موضعی توسط ویلیام هاستلد، ختنه برای پزشکان راحت‌تر شد. ساخت ابزارهای مخصوص ختنه نیز این عمل را برای پزشکان آسان‌تر کردو احتمال موفقیت این عمل را بیشتر کرد.

### گسترش و زوال
ختنه نوزادان در کشورهای بریتانیا، ایالات متحده آمریکا، استرالیا، نیوزیلند و بخش‌های انگلیسی‌زبان کانادا رواج پیدا کرد. گرچه تخمین آمار تاریخی ختنه کار دشواری است، اما حدوداً تخمین زده شده‌است که در سال ۱۹۹۰ میلادی ۳۰٪ نوزادان پسر آمریکایی ختنه‌شده‌بودند و این آمار در سال ۱۹۲۵ ۵۵٪ و در سال ۱۹۵۰ ۷۲٪ بود.
ختنه در کره‌جنوبی تحت تأثیر فرهنگ آمریکایی رواج پیدا کرد و پیش از استقرار آمریکایی‌ها در این کشور، امری ناشناخته بود. بیش از ۹۰٪ پسران در کره‌جنوبی ختنه‌شده‌اند و میانگین سن ختنه در این کشور دوازده سالگی است، که این امر کره‌جنوبی را به موردی استثنایی تبدیل کرده‌است. گرچه امروزه آمار ختنه در کره‌جنوبی در حال کاهش است.
کاهش آمار ختنه رد کشورهای انگلیسی زبان پس از پایان جنگ‌جهانی دوم آغاز شد. متخصص‌اطفال بریتانیایی، داگلاس گاردنر، مقاله‌ای در سال ۱۹۴۹ میلادی به نام سرنوشت ختنه منتشر کرد. او در این مقاله نشان داد که در ولز و انگلستان ۱۶ کودک از سال ۱۹۴۲ تا ۱۹۴۷ در اثر ختنه جان خود را از دست داده‌اند (۱ در هر ۶۰۰۰). این مقاله تأثیر بسزایی در کاهش آمار ختنه داشت.
عدم توافق همگانی برسر فواید پزشکی ختنه در سال ۱۹۴۹ میلادی سبب شد که سرویس سلامت همگانی انگلستان ختنه را از فهرست تحت پوشش مالی خود حذف کند.
آمار ختنه در ایالات متحده آمریکا در حال کاهش است. همچنین در استرالیا این آمار به ۹٪ کودکان کاهش یافته و در نیوزیلند نیز ختنه تقریباً دیگر انجام نمی‌شود.